# Grupo de Forcados Amadores do Cartaxo
O Grupo de Forcados Amadores do Cartaxo é um Grupo de forcados fundado em 2014 na cidade do Cartaxo, no Ribatejo.

## História
A primeira formação de forcados do Cartaxo data de 1923, tendo desde então existido vários Grupos que se formaram e cessaram actividade. 
O actual Grupo teve origem num conjunto de estudantes do ensino secundário do Cartaxo e foi fundado em 2012, tendo passado a pegar em festas particulares e em treinos. A primeira actuação em praça decorreu na Praça de Toiros de Cartaxo em 2014, sob o comando do Cabo fundador Bernardo Campino. O espectáculo decorreu no âmbito da Festa do Vinho do Cartaxo e contou com os cavaleiros Manuel Oliveira, Francisco Parreira, António Núncio e Bernardo Salvador, nas lides apeadas Sérgio Nunes, Rúben Correia e Rui Regateiro, e com pegas a cargo do novo Grupo de Forcados Amadores do Cartaxo.
De 2014 a 2016 o Grupo só pegou em solitário na praça da sua terra. Em 2016 foi reconhecido e admitido na Associação Nacional de Grupos de Forcados, passando a poder participar em corridas com outros grupos de forcados. A estreia no Campo Pequeno decorreu numa novilhada em 2017. Em 2018 participaram na sua 1.ª corrida na Praça de Lisboa, a 21 de Junho, com toiros de Veiga Teixeira, tendo pegado os seus dois toiros à primeira tentativa.

## Cabos
- Bernardo Campino (2014–presente)